# Mouvement des Focolari
Le mouvement des Focolari est l'un des « nouveaux mouvements ecclésiaux » qui ont fleuri au sein de l'Église catholique romaine dans la seconde moitié du XXe siècle. Il a été fondé en 1943 à Trente en Italie par Chiara Lubich. Ancré dans la spiritualité catholique, particulièrement mariale, le mouvement se veut néanmoins ouvert à tous les chrétiens voire aux fidèles d'autres religions ou aux personnes sans appartenance religieuse,. Il se veut également ouvert à tous, sans distinction d'origine, d'âge ou de culture. Son objectif général est l'engagement pour l'unité et la fraternité au sein de l’Église et de la société, en famille, dans le monde économique et socio-culturel, en politique, dans les relations entre personnes riches et pauvres et entre les peuples.
Après la mort de Chiara Lubich en mars 2008, le mouvement est dirigé par Maria Voce (2008-2021) puis Margaret Karram à partir de janvier 2021. Il revendique plus de 140 000 membres et deux millions de sympathisants au début des années 2010.
Les Focolari sont engagés avec les églises locales dans de nombreux domaines, en particulier les pastorales de la famille, des jeunes, l’œcuménisme et le dialogue interreligieux. À travers son organisation New Humanity (Humanité nouvelle), le mouvement est reconnu comme une organisation non gouvernementale par l'Organisation des Nations unies depuis 1987. 

## Étymologie
Le nom du mouvement vient de l'italien focolare (au pluriel focolari), signifiant « foyer ». Son nom officiel reconnu par l’Église catholique est Opus Mariae (Œuvre de Marie).

## Histoire

### Débuts

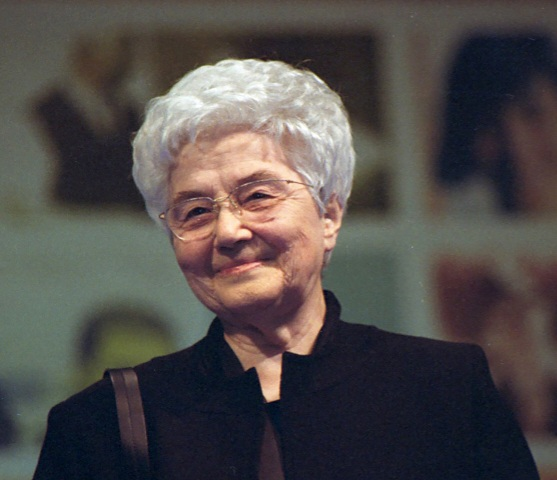
Chiara Lubich, fondatrice du mouvement.

Le mouvement des Focolari est né à Trente (nord-est de l'Italie) vers 1943. La date souvent retenue est le 7 décembre 1943, lorsque Chiara Lubich se consacre à Dieu[Quoi ?]. Elle rassemble autour d'elle une petite communauté de jeunes femmes désireuses de suivre son enseignement. Chiara Lubich, vivant les désastres de la Seconde Guerre mondiale (Trente est alors bombardée par les Alliés) et ayant quasiment tout perdu, se demande s'il existe un idéal que rien ne pourrait détruire. Sa réponse est Dieu. Après cette découverte fondamentale, elle commence à redécouvrir l'Évangile et à tenter de le mettre en pratique dans sa vie quotidienne. Le 13 mai 1944, la maison de Chiara Lubich est détruite. Ses parents quittent la ville, mais elle décide de rester pour aider ses amies sur place : se crée alors une petite communauté de femmes, le premier focolare (« foyer ») à l'automne 1944, place Capuccini. Chiara Lubich est également responsable des novices au sein du Tiers-ordre franciscain de Trente, qu'elle a rejoint en 1942.     
La diffusion des idées du mouvement se fait sans stratégie établie : Chiara Lubich envoie ses disciples dans les villages alentour. Elles rassemblent des groupes de femmes issues des paroisses qui lisent des phrases de la Bible, les commentent et racontent leurs expériences. Le contact est maintenu par l'envoi régulier de lettres et des visites ; chaque personne proche de Chiara Lubich se voit confier un groupe de personnes ou une localité où diffuser les nouvelles idées du mouvement et accompagner les nouveaux membres. Peu à peu, le groupe s'étoffe, et en 1945, il compte près de 500 personnes. Le mouvement se répand dans la région du Trentin. La création du mouvement des Focolari s'inscrit dans un renouveau dans l’Église catholique en Italie, porté par des laïcs engagés dans la société, mais restant fidèles au pape et à la hiérarchie.    
En 1948, Chiara Lubich envisage de fusionner son groupe avec un nouveau mouvement, les rosminiens, fondé par le prêtre Beda Hernegger, mais le projet ne se réalise pas.    
Rovereto est la deuxième ville où s'implante le mouvement des Focolari. Chiara Lubich y est invitée pendant la guerre par des frères capucins et prend rapidement en charge les novices du tiers-ordre, comme à Trente. Au début de l'année 1949, les Focolari obtiennent l'autorisation[De qui ?] d'ouvrir un focolare dans la ville. Cette même année, le mouvement se diffuse en Italie : Milan, Padoue, Turin, Vérone, et Rome, où réside Chiara Lubich.    
En 1948, Chiara Lubich fait la connaissance d'Igino Giordani, écrivain et journaliste, alors député démocrate-chrétien. Il devient le premier focolarino marié, et un ardent promoteur du mouvement, facilitant sa propagation rapide en Europe puis sur les autres continents.   
Le 1er mai 1947, l'archevêque de Trente, Carlo De Ferrari, donne son approbation officielle au mouvement des Focolari, et la renouvelle l'année suivante. L'approbation officielle par le Vatican prend toutefois beaucoup plus de temps[évasif]. Carlo De Ferrari supervise le développement du mouvement. En octobre 1949, les Focolari comptent quatre focolari à Trente et un autre à Rovereto, et plus de deux mille sympathisants,. 
Le père Pasquale Foresi, reconnu comme le cofondateur du mouvement, a été en 1954 le premier prêtre focolarino. Il a fondé la société d'édition des Focolari, les éditions Nouvelle Cité.

### Développement international
À la fin des années 1950, le mouvement s'est répandu dans toute l'Italie et au début des années 1960, arrive progressivement dans le reste de l'Europe avant de se diffuser dans le reste du monde. Il est généralement porté par les premiers membres des focolares de Trente et Rovereto qui partent à l'étranger. En 1952, il arrive en Autriche. En 1958, le mouvement s'étend en Amérique du Sud, avec l'arrivée de trois focolarine au Brésil. Il touche ensuite l'Argentine puis le reste de l'Amérique latine. En 1961, un focolare ouvre à New York. En 1961 et 1962, plusieurs membres du mouvement sont envoyés comme médecins en République Démocratique Allemande, afin d'aider les nouvelles communautés d'Europe de l'Est. En Asie, le mouvement arrive aux Philippines en 1966, puis se répand à Hong Kong et Taïwan grâce à des prêtres et des religieux. L'Océanie est atteinte en 1967 : Australie, Nouvelle-Zélande et les îles du Pacifique. Cette même année, un focolare est ouvert à Istanbul, et progressivement le mouvement se répand au Moyen-Orient (Liban, Égypte, ainsi que la Grèce). En 1965, une communauté Focolari s'installe à Fontem, au Cameroun, dans un but humanitaire, marquant les débuts du mouvement en Afrique. 
Le 23 mars 1962, le Pape Jean XXIII reconnaît officiellement le mouvement sous le nom « Œuvre de Marie ».
Les autorités ecclésiastiques catholiques ont depuis longtemps observé attentivement le mouvement et modifié à plusieurs reprises ses statuts et règlements. La version actuelle a été adoptée en 1990, sous le pontificat de Jean-Paul II qui appréciait en particulier l'engagement du mouvement dans le dialogue interconfessionnel et interreligieux.
À partir de la seconde moitié des années 1990, le mouvement se constitue en organisation internationale humanitaire. Deux ONG sont fondées : Action pour un monde uni (en italien Azione per un mondo unito), qui mène des projets de développement international, et Humanité Nouvelle (Umanità Nuova en italien, New Humanity en anglais) qui possède un statut consultatif auprès de l'ONU.
Au début du XXIe siècle, le mouvement des Focolari est établi dans 182 pays et revendique 140 000 membres et deux millions de sympathisants.

### Années 2000 et 2010
Tout au long de son mandat, le pape Jean-Paul II a fortement soutenu le mouvement des Focolari. Après sa mort, le slogan santo subito, qui demandait la béatification accélérée du pape en dérogation au droit canon, a été lancé par les Focolari.

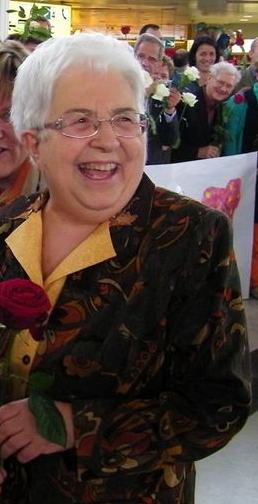
Maria Voce est présidente du Mouvement des Focolari de 2008 à 2021.

En mars 2008, la fondatrice Chiara Lubich décède. Maria Voce est élue par l'assemblée générale du mouvement pour lui succéder en juillet de la même année. En septembre 2014, elle est réélue pour un second mandat de six ans. Les présidentes ne pouvant pas effectuer plus de deux mandats, elle laisse sa place et Margaret Karram est élue présidente en janvier 2021.

## Spiritualité
La spiritualité des Focolari repose sur deux pôles : l'unité qui s'appuie sur la prière de Jésus à son Père : « Que tous soient un » (Jn 17,21) qui est la charte du mouvement. L'autre pôle est le thème de Jésus abandonné sur la croix : « Mon Dieu, mon Dieu, pourquoi m’as-tu abandonné ? » (Mc 15,34 ; Mt 27,46). Pour Chiara Lubich, « ce sont les deux faces d’une même médaille » : Jésus « a voulu prendre sur lui la séparation qui les a [les hommes] éloignés du Père et éloignés les uns des autres. Et il l’a comblée. […] Jésus abandonné est la clé de l’unité. » « L’unité exige la mort de chacun pour donner la vie à l’Un. »,.  
Cette spiritualité de l'unité se traduit par l'accueil de chrétiens d'autres confessions (protestants ou orthodoxes) et de croyants d'autres religions (musulmans, bouddhistes ou hindouistes). Selon la fondatrice, les Focolari cherchent « à établir avec les non-chrétiens un rapport d’amour afin de construire la fraternité universelle. »
La spiritualité des Focolari met également l'accent sur la joie que procure l'amour de Dieu lorsque l'unité est réalisée. Vivre l'unité est un devoir de chaque membre du mouvement, et permet, selon Chiara Lubich, de sublimer la souffrance vécue en la transformant en joie.  

## Actions

### Économie de communion
Le Mouvement des Focolari prône le partage des biens entre ses membres d'une même communauté locale et cherche à mettre en place une « culture du don ». Toutefois, cette approche s'avère insuffisante pour réduire les inégalités socio-économiques à l'échelle mondiale.
En 1991, Chiara Lubich, constatant les très fortes inégalités sociales et économiques lors d'une visite au Brésil, lance l'idée de créer des entreprises dont le but est de partager une part de leurs bénéfices en faveur des plus pauvres. Cette initiative est devenue l'économie de communion, à laquelle adhèrent plus de 800 entreprises dans le monde en 2014. Une autre partie des bénéfices est réinvestie dans des structures de formation pour promouvoir la culture du don.

### Lien avec d'autres religions
Le mouvement des Focolari a développé des liens importants avec le mouvement japonais bouddhiste Risshō Kōsei Kai,. Les Focolari sont également engagés dans le dialogue interreligieux avec des juifs, musulmans, sikhs et hindous.

## Organisation

### Gouvernance
Le Mouvement des Focolari est, conformément à ses statuts approuvés par le Saint-Siège, présidé par une femme laïque consacrée, en application de l'importance accordée à la figure de la Vierge Marie. Elle est assistée par un focolarino consacré et un prêtre qui est coprésident. Cette gouvernance « reflète la nature laïque du mouvement, mais également son unité avec la hiérarchie de l’Église [catholique] ». Il s'agit du seul mouvement catholique à être présidé exclusivement par une femme.
Depuis sa fondation en 1944 et jusqu'au décès de Chiara Lubich (le 14 mars 2008), celle-ci en a assuré la présidence. Plusieurs coprésidents se sont succédé : Igino Giordani, Pasquale Foresi et, jusqu'en 2008, Oreste Basso. Lors d'élections qui ont eu lieu au début du mois de juillet 2008, Maria Voce et Giancarlo Faletti ont été élus respectivement présidente et coprésident. En 2014, Maria Voce a été réélue pour un mandat de 6 ans et l'assemblée a voté la nomination d'un nouveau coprésident en la personne de Jesús Morán. Le 31 janvier 2021, Margaret Karram est élue présidente et Jesús Morán Cepedano est réélu coprésident.
La gouvernance du mouvement des Focolari suit une structure hiérarchique : de même que les deux dirigeants mondiaux du mouvement sont une femme et un homme, les responsables d'un pays ou d'une région doivent être un homme et une femme laïcs consacrés. Ces derniers supervisent les différentes branches locales, qui ont chacune leurs propres responsables.

### Branches
L'organisation interne du mouvement est comparable à celle d'autres mouvement catholiques paroissiaux.
Le mouvement des Focolari possède une vingtaine de branches. Des laïcs consacrés, les focolarini (hommes) et focolarine (femmes), vivent dans de petites communautés et font vœux de chasteté, pauvreté et obéissance. D'autres personnes mariées peuvent également faire de tels vœux. Ces focolarini participent à la formation des membres et à l'extension du mouvement afin de toucher de nouvelles personnes. Certains travaillent pour le mouvement des Focolari, d'autres ont un emploi extérieur. Ils donnent leur salaire au mouvement et reçoivent en échange de quoi subvenir à leurs besoins quotidiens.
Des branches du mouvement, créées en 1954, sont destinées aux prêtres, aux religieux et religieuses Une autre branche, née en 1956, regroupe des « volontaires » c'est-à-dire des membres qui cherchent à mettre en œuvre les principes du mouvement dans le monde du travail ou du social. La plupart de ces branches se réunissent régulièrement en petits groupes. En 1966, une branche  destinée à la jeunesse est créée : les « Gen » ou génération nouvelle qui a été par la suite divisée en sous-branches pour chaque tranche d'âge. Les groupes sont généralement séparés par sexes. Une branche est également destinée aux évêques proches du mouvement, reconnue officiellement par le Vatican depuis 1998. 
D'autres personnes gravitent autour du mouvement sans appartenir à une branche en particulier. Ces sympathisants peuvent par exemple se retrouver dans des groupes de partage autour d'une phrase tirée de l’Évangile, choisie chaque mois, que les membres essaient de mettre en pratique dans leur vie quotidienne. Pour accompagner les sympathisants gravitant autour du mouvement, les Focolari ont mis en place différentes organisations à destination des jeunes (« Jeunes pour un monde uni »), des familles (« Familles nouvelles »), ou encore des paroisses. Des évènements internationaux rassemblent les membres des Focolari, tels que le « Genfest », festival destiné aux jeunes.

### Adhérents et sympathisants
Au début des années 2010, dans le monde, le mouvement des Focolari est établi dans 180 pays avec plus de 140 000 membres et deux millions de sympathisants. La majorité sont catholiques, mais une partie (30 000 membres) sont d'autres religions ou non croyants.
Au début des années 2000, le mouvement compte 2 700 laïcs consacrés mariés, et 3 700 laïcs consacrés célibataires, répartis en 728 maisons communes (focolares) dans 85 pays.
En France (2005), le mouvement compte plus de deux mille membres engagés et environ 50 000 sympathisants. Les Focolari sont notamment implantés dans la commune de Bruyères-le-Châtel (Essonne).

### Communication et publications
- Parole de Vie est le commentaire d'un passage biblique qui paraît chaque mois. Ce commentaire mensuel s'appuie sur les écrits de Chiara Lubich, fondatrice des Focolari. Il est traduit en 90 langues et imprimé à plus de 3,5 millions d'exemplaires[réf. nécessaire].
- Depuis 1957, le mouvement publie en France la revue Nouvelle Cité.
- Depuis 1962, les éditions Nouvelle Cité publient une vingtaine de livres par an.

## Perception
Le théologien français Henri Bourgeois qualifie le mouvement des Focolari de néo-classique. En effet, il garde des traits traditionnels : « Le sens de l’autorité (rôle du pape, des fondateurs, des leaders), (...) une affirmation chrétienne forte et visible (...), une certaine critique de la culture actuelle considérée comme manquant d’intériorité et de moralité, l’importance donnée à la figure (...) du prêtre ». Les nouveautés résident selon lui dans la place majeure de la spiritualité, l'importance donnée à l'expérience[évasif] et à la communication et une ouverture à l'international. 
Le mouvement se caractérise par un conservatisme moral en accord avec les positions de l’Église catholique. Ainsi, Le Monde diplomatique indique en 2004 que Chiara Lubich est opposée aux couples homosexuels et à l'avortement. En Italie par exemple, le mouvement a exprimé en 2016 son opposition à la loi autorisant l'union civile des couples homosexuels, tout en laissant les membres libres de se positionner en fonction de leurs convictions personnelles. Cependant ce conservatisme cohabite avec un progressisme social dans les domaines de l'accueil des migrants, de la promotion de l'écologie et de la lutte contre les inégalités économiques et sociales,. 

## Violences sexuelles et dérives sectaires

### Violences sexuelles dans le monde
Le mouvement des Focolari a été critiqué pour ses dérives sectaires et a été touché par la révélation de violences sexuelles et pédocriminelles. Un rapport publié par le mouvement des Focolari en 2023 fait état de 74 auteurs présumés de violences sexuelles sur mineurs ou « personnes vulnérables » dans le monde. 29 d'entre eux ont été exclus, 11 ont fait l'objet de mesures disciplinaires internes, 22 sont des affaires en cours et 12 autres cas signalés ont été archivés. Les faits dénoncés s'étalent des années 1960 aux années 2000.

### Violences sexuelles en France
Quatre auteurs de violences sexuelles membres des Focolari en France ont été identifiés.

#### Jean-Michel Merlin
En 1994, Christophe Renaudin porte plainte en France au pénal pour viol et harcèlement sexuel contre Jean-Michel Merlin, un laïc consacré au sein du mouvement catholique des Focolari qui l'aurait agressé entre ses 14 et 16 ans. À la suite de cette plainte, trois autres personnes témoignent également contre lui. Sans preuve du viol et les faits de harcèlement étant prescrits, la plainte aboutit alors à un non-lieu. Merlin est cependant reconnu coupable au civil en 1998.
En 2016, Jean-Michel Merlin est finalement exclu du mouvement. Il a été rédacteur en chef du journal du mouvement Nouvelle Cité entre 1960 et 1990, chef de la communication interne au Secours Catholique de 1992 à 2005 et se présente depuis comme consultant en bénévolat.
Le 25 septembre 2020, les Focolari publient un « bilan provisoire des victimes » du laïc. Le mouvement dénombre alors une trentaine de victimes d'agressions sexuelles, parmi lesquelles les deux frères de Christophe Renaudin et un de ses amis.
En octobre 2020, les trois responsables pour la France et l’Europe de l’Ouest démissionnent,. Le même mois, l'enquête publiée par la journaliste Alexia Eychenne pour le média en ligne Les Jours démontre que le mouvement avait connaissance depuis les années 1970 des accusations portées contre Jean-Michel Merlin. Une enquête indépendante est confiée, à l'initiative du mouvement, à l'agence britannique GCPS Consulting pour recenser l'ensemble des victimes en son sein en France.
Le rapport de GCPS Consulting est publié le 30 mars 2022. Les enquêteurs indépendants ont recueilli les témoignages de 26 victimes de Jean-Michel Merlin et d'autres informations dignes de foi mentionnant 11 autres victimes, toutes de sexe masculin. Les faits ont eu lieu entre 1963 et 1998. Au moins trois autres cas de manipulation et de conditionnement de jeunes adultes non suivis d'abus sexuels sont recensés jusqu'en 2017. Le rapport décrit Jean-Michel Merlin comme « un abuseur d'enfants prolifique et en série, responsable de multiples cas d'abus sexuels sur des enfants et de tentatives d'abus sexuels sur des enfants, y compris ceux sur lesquels nous avons des informations et très probablement beaucoup d'autres. » L'enquête « établit qu'une chaîne de responsables pendant de nombreuses années, tant en France qu'à Rome, n'a pas agi sur la situation de J[ean-][M[ichel] M[erlin] d'une manière qui aurait permis de protéger les victimes et de prévenir d'autres incidents d'abus ou de tentatives d'abus. » « La structure pyramidale du Mouvement, son mantra d'obéissance et d'unité ont certainement contribué à l'échec systémique à traiter non seulement l'action contre J[ean-][M[ichel] M[erlin] mais aussi d'autres cas. » Les témoignages recueillis font état d'autres criminels sexuels ayant agi au sein des Focolari, ainsi que d'abus spirituels et financiers sur des membres du mouvement. Le rapport mentionne aussi deux affaires de viols commis hors de France, comme celui sur une jeune fille de 15 ans à Loppiano en Italie, la « cité idéale » des Focolari.
Le 2 janvier 2024, un appel à témoins est lancé par la préfecture de police des Hauts-de-Seine, dans l’affaire des agressions sexuelles commises par Jean-Michel Merlin, dans le but de retrouver des victimes non identifiées,.

#### Éric Audouard
Le diacre permanent Éric Audouard, de la paroisse Notre-Dame de la Joie du diocèse de Saint-Étienne, membre des Focolari et professeur des universités. droguait chez lui, à Solignac dans la Haute-Loire, de jeunes garçons mineurs et majeurs pour leur faire subir des attouchements sexuels. Les faits se sont déroulés entre 2006 et 2012. En février 2014, il est condamné à 5 ans de prison dont la moitié ferme, renvoyé de l'état clérical, radié de l'université et exclu des Focolari.

### Dérives sectaires et violences psychologiques
La communauté, dont la structure est fortement hiérarchisée, exercerait un contrôle étroit de la vie des membres de l'organisation,,.
En décembre 2014, à la demande de Raffaello Martinelli, peu avant le lancement du procès en béatification de la fondatrice le 27 janvier 2015, le père jésuite Jean-Marie Hennaux évalue et critique la pensée théologique de Chiara Lubich. Elle se trouve condensée selon lui dans ce texte datant de 1950 : « Chaque âme des Focolari doit être une expression de moi et rien d’autre. Ma Parole contient toutes celles des focolarines et des focolarini. Je les synthétise tous. Lorsque j’apparais ainsi, ils doivent donc se laisser générer par moi, communier avec moi. Moi aussi, comme Jésus, je dois leur dire : ‘Celui qui mange ma chair…’ » Cette dernière phrase se réfère à la parole de Jésus (Jn 6,56) : « Celui qui mange ma chair et qui boit mon sang demeure en moi, et je demeure en lui. » La critique du père Hennaux paraît en 2017 dans le livre collectif De l’emprise à la liberté. Dérives sectaires au sein de l’Église. Témoignages et réflexions. 
Ce livre a été écrit conjointement avec une ancienne membre des Focolari, Renatta Patti qui publie en 2020 son livre témoignage, Dieu, les Focolari et moi : la libération d'une duperie. Selon René Poujol, ancien rédacteur en chef du magazine Le Pèlerin, « on trouve dans ce récit, tous les ingrédients constitutifs des dérives sectaires telles qu’on les identifie ailleurs, dans d’autres communautés nouvelles qui ont eu leur "heure médiatique" leurs victimes accusatrices et parfois leurs procès canoniques pouvant aller jusqu’à la destitution du fondateur. Absence de discernement vocationnel, rupture avec le milieu familial jugé "incapable de comprendre", journées harassantes privant de tout temps libre, tyrannie domestique, harcèlement et vexations, obéissance totale envers la responsable cumulant les fonctions de supérieure de la communauté, enseignante, organisatrice de la vie quotidienne de chacun, unique confidente et accompagnatrice spirituelle… , référence permanente et exclusive aux écrits de la fondatrice, incitation à donner tous ses biens à la communauté par esprit de pauvreté sans garantie aucune de restitution en cas de départ, censure des lectures et des films projetés, contrôle sur les moindres faits et gestes de chaque membre à travers la rédaction quotidienne, en fin de journée, des "schemetti" », formulaires préformatés où « chaque focolare inscrit le détail de sa journée, des temps de travail et de repos, ses lectures, l’objet de ses moindres dépenses, les médicaments pris, les personnes rencontrées et le motif de la rencontre, les lettres reçues qui doivent être transmises. »
En 2021, le journaliste italien Ferruccio Pinotti (it) publie le livre La Setta divina: il movimento dei focolari fra misticismo, abusi e potere (La secte divine : le mouvement des Focolari entre mysticisme, abus et pouvoir) où il recueille les témoignages de nombreuses victimes de violences psychologiques au sein du mouvement, dans plusieurs pays. Les dérives sectaires du mouvement y sont dénoncées, notamment envers les laïcs consacrés vivant en communauté : interdiction de voir certains films, livres ou personnes, éloignement de la famille, culte de la personnalité envers la fondatrice Chiara Lubich, obligation de se consacrer uniquement au mouvement sans tenir compte de ses besoins personnels, privation de sommeil, réflexions personnelles et libre arbitre combattus. 
En réponse à ce livre, le mouvement des Focolari relève que les documents internes publiés par l'auteur « manifestent toutefois la prise de conscience croissante parmi les membres de ces déviances, et d'autres déviances dans l'histoire du mouvement, et de la nécessité d'y remédier. » Il juge par ailleurs que « l'ouvrage ne semble pas offrir une présentation objective et équilibrée de [son] charisme »